# Монодрама Н. Н. Евреинова
Монодрама — принцип театральной теории Н. Н. Евреинова, развёртывание сценических событий, словно проецируемых через сознание главного героя или одного из действующих лиц. Подразумевает драматическое представление, которое преподносит окружающий мир таким, каким он воспринимается действующим лицом «в любой момент его сценического бытия», и заставляет каждого из зрителей стать в положение этого лица, «зажить его жизнью» .
После эмиграции Н. Н. Евреинова, этот принцип, разработанный и впервые применённый режиссёром, был подвергнут резкой критике со стороны советских театро− и литературоведов. Так, например, С. Мокульский пишет в энциклопедической статье, посвящённой понятию:

Всем перечисленным видам монодрамы, для которых характерна внешняя централизация драматического действия, противоположна монодрама в понимании Н. Н. Евреинова, который выдвигал на первое место внутреннюю централизацию действия, превращение «чуждой мне драмы» в «мою драму», то есть драму самого зрителя, сопереживающего с центральным «действующим» персонажем пьесы. Этого «действующего» Евреинов называет «субъектом действия» или просто «я». Отношения этого «я» к миру, его субъективные восприятия людей и вещей определяют характер развертывающегося действия монодрамы. Монодрама является «проекцией души» центрального персонажа на внешний мир; «остальных участников драмы зритель монодрамы воспринимает лишь в рефлексии их субъектом действия, и следовательно переживания их, не имеющие самостоятельного значения, представляются сценически важными лишь постольку, поскольку проецируется в них воспринимающее „я“ субъекта действия». Такая последовательная субъективно-идеалистическая теория монодрамы, выдвинутая упадочной буржуазно-дворянской интеллигенцией, в сущности являлась выводом из драматургической практики некоторых поэтов-символистов: А. Блока, Ф. Сологуба, отчасти Л. Андреева («Черные маски»). Продукт буржуазного декаданса, монодрама Евреинова («Представление любви», 1909) не получила однако полной реализации в дореволюционном театре. Она культивировалась только в плане сценической пародии и гротеска в театре «Кривое зеркало» («В кулисах души» — Евреинова, «Воспоминания» и «Вода жизни» — Б. Гейера).
В советскую эпоху отдельные отзвуки теории Евреинова можно найти в практике режиссёров эстетски-формалистского лагеря. При этом они брали принцип монодрамы не из его первоисточника (Евреинов), а из практики кинорежиссуры, канонизировавшей прием «монодраматического монтажа» (термин С. А. Тимошенко), задача которого — показать зрителю видимое или чувствуемое героем, с точки зрения этого героя. Подхваченный «левыми» театрами под названием «наплывов», этот прием получил повсеместное распространение. Наиболее яркие примеры его дали В. Э. Мейерхольд («Ревизор») и М. В. Соколовский, режиссёр Ленинградского ТРАМ («Плавятся дни», «Клёш задумчивый» и др.). В последнем случае применение этого принципа подкреплялось тогдашним теоретиком ТРАМ — А. И. Пиотровским,  — как искание «диалектической, ёмкой формы драматургии». Разоблачение формалистских установок Пиотровского (поддержанное самокритическими выступлениями самого Пиотровского) привело к пересмотру Театром рабочей молодежи своих позиций и изжитию злоупотребления «наплывами»
Однако, как показало время, если и не в полной мере жанрово, евреиновская монодрама ещё в советское время стала одним из ключевых театральных и кинематографических приёмов, дающих возможность, например, наиболее убедительного раскрытия внутреннего мира героя, воспоминаний, формирования сюжетных планов и т. д. Как это ни парадоксально, именно неспособность традиционных методов реализовать информативно насыщенную ткань драматического повествования (особенно в театральных постановках), побудила режиссёров нового времени, с одной стороны — обратить это бессилие в убедительное сатирическое средство, которое, впрочем, применял ещё и сам Н. Н. Евреинов, а с другой — дало толчок к локализации характерных черт этого косноязычия и отсутствия актуальной выразительности в виде целого каскада театральных форм, именно так нназываемого формалистического театра: от дада и театра абсурда до эпатажных натуралистических спектаклей, игнорирующих художественность как семиотическую категорию.
Считается, что идеи Н. Н. Евреинова, К. С. Станиславского, и М. А. Чехова, тесно связаны с «Театром спонтанности» Я. Морено. «Театр спонтанности» явился прообразом психодрамы и из него родился в 1930-е годы плейбек-театр.